# Irina Štork
Irina Štork (* 7. April 1993 in Tallinn, Estland) ist eine estnische Eistänzerin. Sie startet zusammen mit ihrem Partner Taavi Rand für den FSC Jääkild Tallinn. 2010 gewann das Paar erstmals die Goldmedaille bei der estnischen Meisterschaft.

## Sportliche Karriere
Mit Taavi Rand gewann Štork schon im Alter von elf Jahren die Bronzemedaille bei der estnischen Meisterschaft 2005. 2007 und 2008 konnte das Paar die Goldmedaille bei den nationalen Juniorenmeisterschaften gewinnen. Bei der Eiskunstlauf-Juniorenweltmeisterschaft belegten sie sowohl 2007 als auch 2008 den 22. Platz. 2007 erreichten sie bei den Junioren Grand Prix Wettkämpfen in Wien und Tallinn jeweils den zehnten Platz. In der Saison 2008/09 trennte sich das Paar vorübergehend. In der folgenden Saison kehrten sie zurück und gewannen die estnische Meisterschaft der Senioren. Da das erfolgreichere estnische Eistanzpaar Caitlin Mallory/Kristian Rand aufgrund der fehlenden estnischen Staatsbürgerschaft Mallorys nicht an Olympischen Spielen teilnahmen kann, wurden Štork/Rand für die Olympischen Winterspiele 2010 in Vancouver nominiert.

## Erfolge und Ergebnisse mit Taavi Rand
| Wettbewerb/Saison            | 2004/05 | 2005/06 | 2006/07 | 2007/08 | 2009/10 | 2010/11 | 2011/12 |
| ---------------------------- | ------- | ------- | ------- | ------- | ------- | ------- | ------- |
| Olympische Winterspiele      | –       | –       | –       | –       | 23      | -       | -       |
| Weltmeisterschaften          | –       | –       | –       | -       | -       | -       | 22      |
| Europameisterschaften        | –       | –       | -       | –       | -       | 21      | 14      |
| Junioren-Weltmeisterschaften | –       | -       | 22      | 22      | -       | 10      | 11      |
| Estnische Meisterschaften    | 3       | 3       | 1 J.    | 1 J.    | 1       | 1       | 1       |

J = Junioren